# Gilles Remiche
Gilles Remiche (Bélgica; 1979-17 de abril de 2022) fue un director, guionista y actor belga.

## Biografía
Remiche se graduó en la Universidad del Este de Londres.
Antes de debutar como director en 2006 con Marchands de Miracles, Remiche trabajó como asistente de dirección. En 2020, Remiche coprotagonizó la comedia dramática Loca por la vida. Recibió un premio Magritte al mejor actor de reparto por su actuación en la película.
Remiche falleció de cáncer el 17 de abril de 2022, a la edad de 43 años.

## Filmografía

### Director
| Año  | Título                | Notas                                | Ref.  |
| ---- | --------------------- | ------------------------------------ | ----- |
| 2006 | Marchands de miracles | Director, guionista y cinematografía | [ 3 ] |
| 2010 | Ghetto Millionaires   | Director                             | [ 3 ] |
| 2014 | The Chance            | Director, guionista y cinematografía | [ 3 ] |

### Actor
| Año  | Título                   | Rol          | Notas        | Ref.        |
| ---- | ------------------------ | ------------ | ------------ | ----------- |
| 2011 | Marchands de miracles    | Gilles       | Cortometraje |             |
| 2017 | Avec Thelma              | Niñero       | Cortometraje | [ 3 ]       |
| 2017 | The Benefit of the Doubt | Vendedor     |              |             |
| 2020 | Mujeres de la vida       | Marc         |              |             |
| 2020 | Du sang dans le popcorn  | El hijo      |              |             |
| 2020 | Loca por la vida         | Kevin        |              | [ 1 ] [ 3 ] |
| 2021 | À l'ombre des filles     | Supervisor 2 |              |             |
| 2021 | Jouvencelle              | Marco        | Cortometraje |             |
| 2022 | Juwaa                    |              |              |             |

## Premios y distinciones
| Año  | Premio   | Categoría              | Película         | Resultado | Ref   |
| ---- | -------- | ---------------------- | ---------------- | --------- | ----- |
| 2020 | Magritte | Mejor actor de reparto | Loca por la vida | Ganador   | [ 5 ] |